# FLUX.1

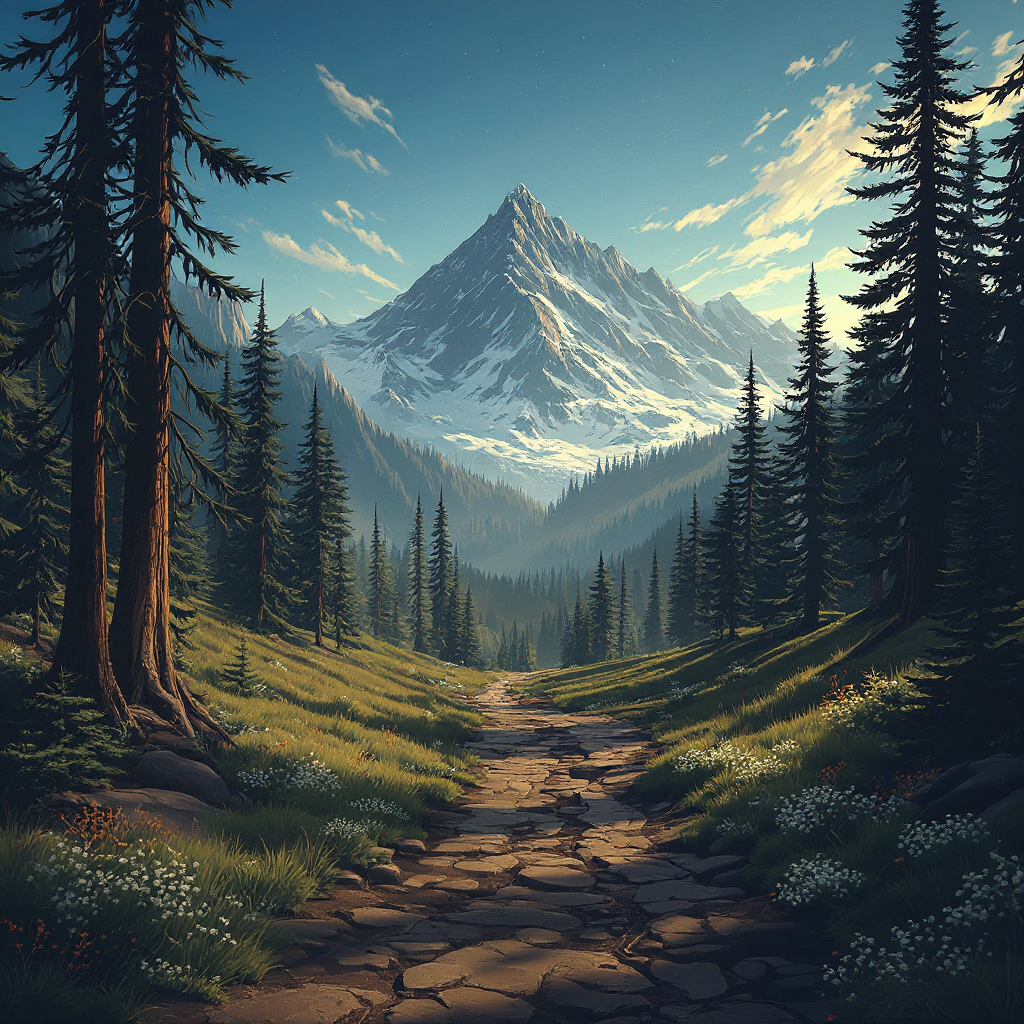
Mit FLUX.1 Kontext Pro generiertes Bild eines Weges in den Wald mit bergigem Hintergrund

FLUX.1 ist eine Anwendung von Künstlicher Intelligenz (KI), die in der Lage ist, aus Textbeschreibungen KI-Kunst zu erschaffen. Das proprietäre Programm wurde vom deutschen Start-up-Unternehmen Black Forest Labs Inc. mit Sitz in Freiburg im Breisgau entwickelt. Black Forest Labs wurde von Robin Rombach, Andreas Blattmann und Patrick Esser gegründet. Inzwischen ist der Firmensitz auf der Webseite mit 1209 Orange Street, Wilmington, Delaware 19801 angegeben.

## Geschichte
Black Forest Labs wurde 2024 von ehemaligen Mitarbeitern von Stability.AI gegründet. Alle drei hatten zuvor an der Ludwig-Maximilians-Universität München als wissenschaftliche Mitarbeiter bei Björn Ommer die Grundlagen der künstlichen Bildgenerierung erforscht. Sie veröffentlichten 2022 ihre bahnbrechenden Forschungsergebnisse zur Bildgenerierung zusammen mit Ommer, aus denen unter anderem der Code für den Bildgenerator Stable Diffusion hervorging. Im August 2024 wurde die Software in den von X.AI entwickelten und gegen Bezahlung auf X verfügbaren Chatbot Grok eingebunden. Zu den Investoren gehören Andreessen Horowitz, Brendan Iribe, Michael Ovitz, Garry Tan, Timo Aila und Vladlen Koltun. Als Anfangsinvestition erhielt das Startup 31 Mio. Dollar.

## Funktionsweise
Die FLUX.1-Modellfamilie ist eine Serie von Text-zu-Bild-Modellen. Die FLUX.1-Modelle basieren auf einer hybriden Architektur, die multimodale und parallele Diffusion-Transformer-Blöcke kombiniert. Das KI-Tool steht derzeit kostenlos in drei Varianten (pro/dev/schnell) zur Verfügung. Wie die meisten KI-Bildtools lässt sich Flux via Prompts bedienen.

## Kritik
Beim sogenannten ELO-Score, der die Leistungsfähigkeit von KI-Systemen bewertet, hat FLUX.1 besser abgeschnitten als die Bildgeneratoren DALL-E 3 von OpenAI und Midjourney. Black Forest Labs steht aufgrund sehr realitätsnaher KI-Bilder unter massiver Kritik. Darstellungen reichten laut Medienberichten von einem mit Waffen posierenden Donald Trump bis hin zu verstörenden Szenen, was Diskussionen über die ethischen Implikationen der von Black Forest Labs entwickelten Technologien auslöste. Medienberichten zufolge wird das soziale Netzwerk X mit FLUX.1-generierten Bildern kurz nach Veröffentlichung des KI-Tools überflutet. Black Forest Labs hat keine genauen Angaben zu den verwendeten Trainingsdaten der KI geliefert. Ars Technica vermutet, dass FLUX.1 auf einer großen, nicht autorisierten Sammlung von Internetbildern basiert, eine umstrittene Praxis mit möglichen rechtlichen Konsequenzen.

## Publikationen
- Robin Rombach, Andreas Blattmann, Dominik Lorenz, Patrick Esser, Björn Ommer. 2022, „High-Resolution Image Synthesis with Latent Diffusion Models“ (Stable Diffusion) doi:10.48550/arXiv.2112.10752
- Laurie Ravello: Mastering FLUX.1 AI: A Comprehensive Guide to Generative Art and Design. Eigenverlag, 2024, ISBN 979-83-3611690-8.

## Galerie
Es folgen einige Beispiele für Bilder, die FLUX.1 generiert hat. 

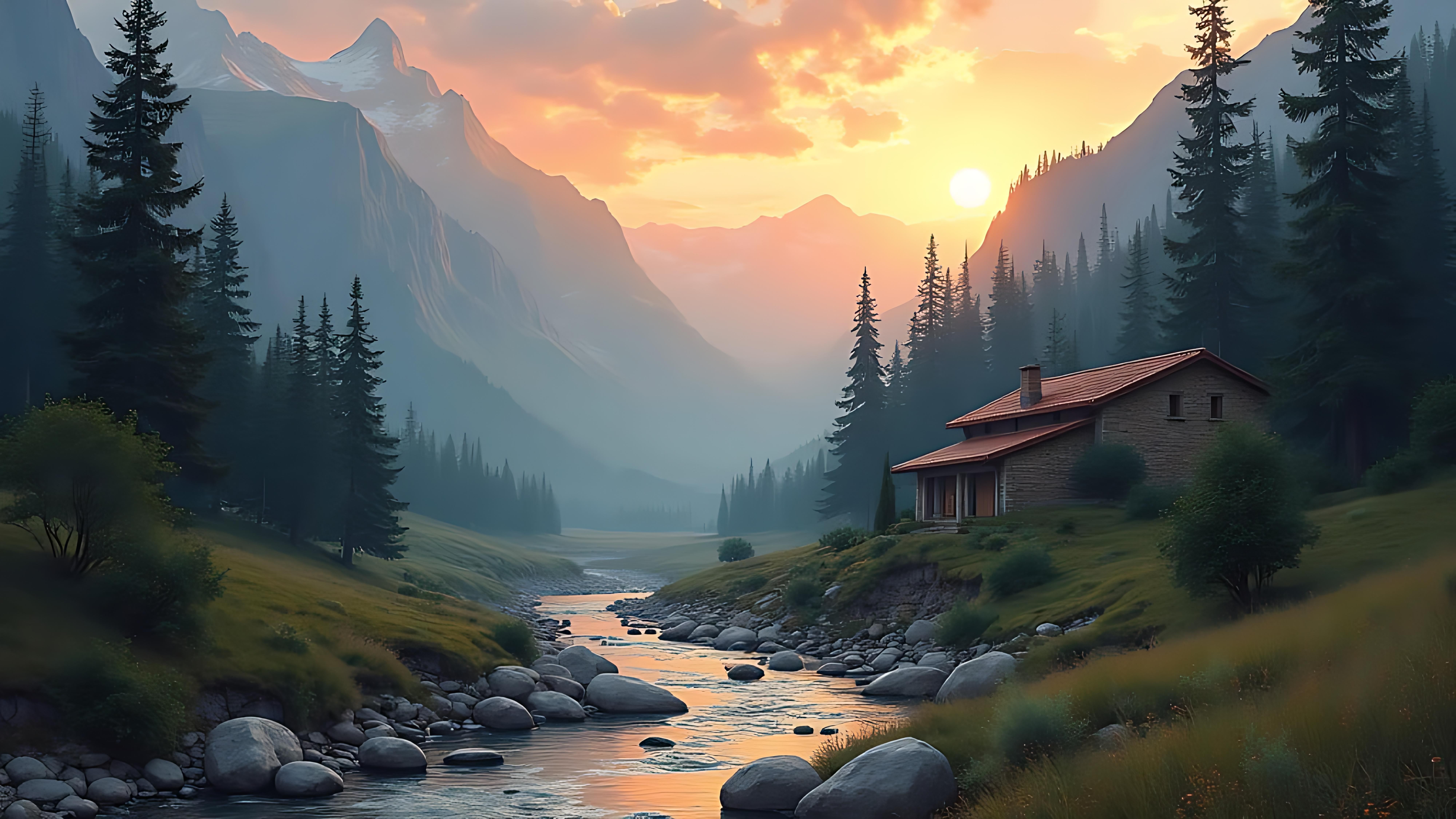
Eine Synthographie eines malerischen Waldes im Tal am späten Nachmittag mit Haus und Fluss.
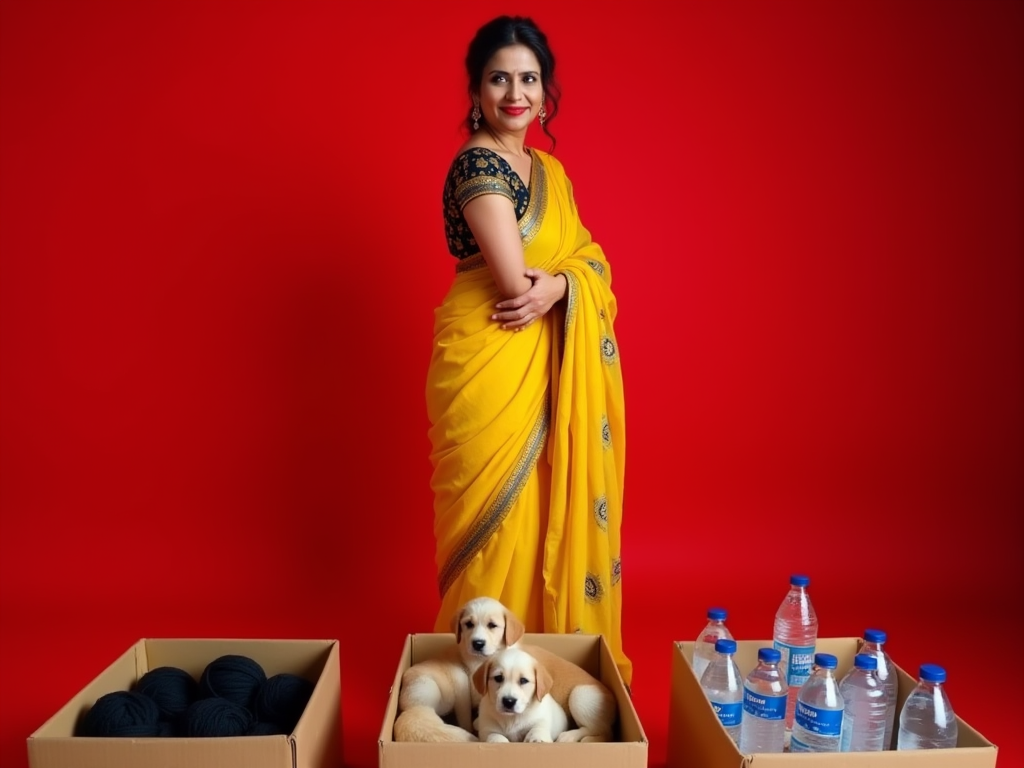
Eine indische Schauspielerin trägt einen gelben Sari in einem roten Raum, vor ihr stehen 3 Kisten.
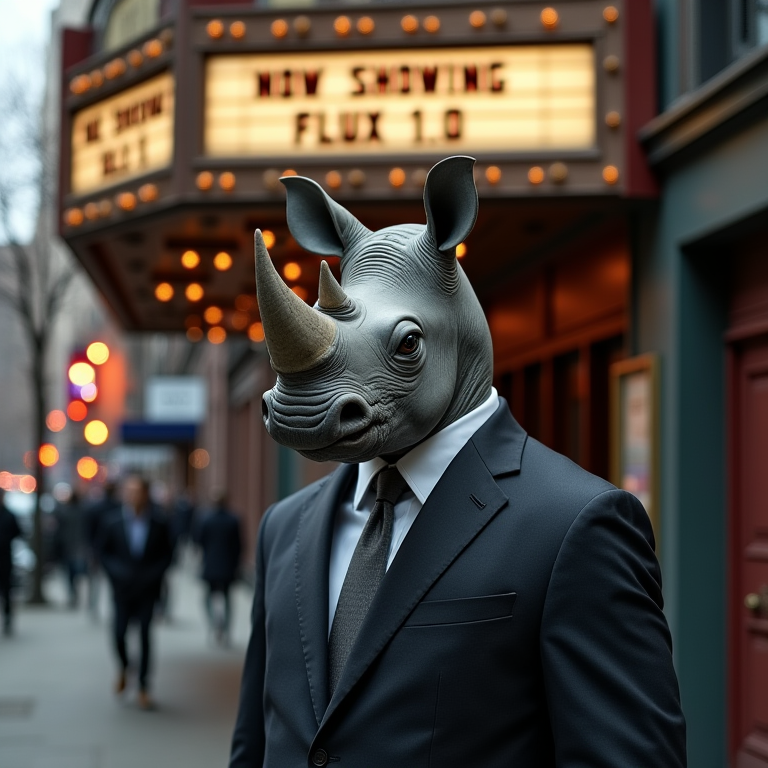
Anthropomorphes Nashorn auf dem Broadway in New York City.
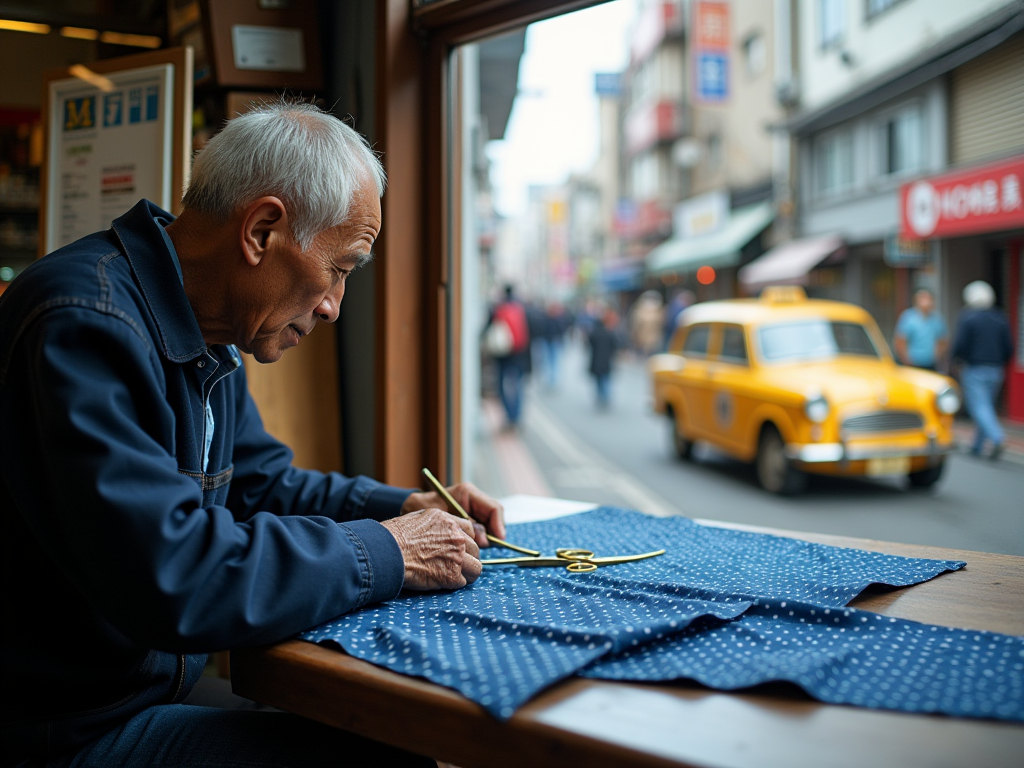
Ein älterer japanischer Schneider arbeitet an seinem Nähtisch in Nagasaki.
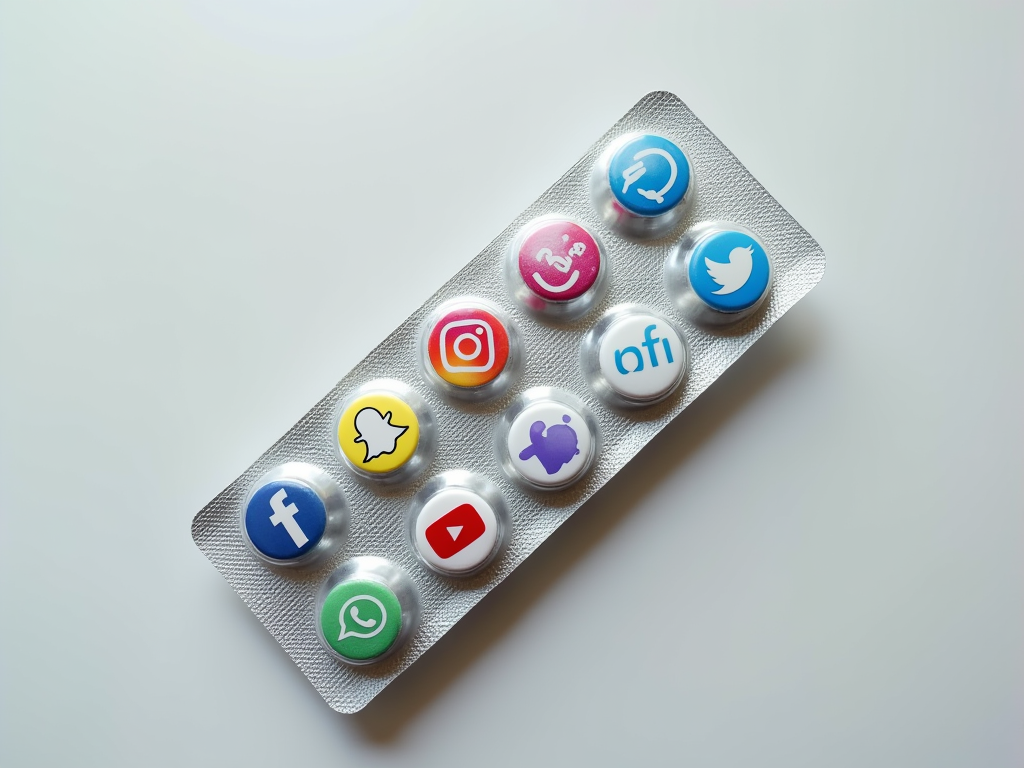
10er-Tablettenpackung, deren Tabletten mit Logos verschiedener sozialer Medien bedruckt sind.